# Saint-Martin-du-Tertre (Val-d'Oise)
Pour les articles homonymes, voir Saint-Martin-du-Tertre, Saint-Martin et Tertre.
Saint-Martin-du-Tertre est une commune française située dans le département du Val-d'Oise en région Île-de-France.

## Géographie

### Localisation
La commune se trouve dans l'aire urbaine de Paris, la zone d'emploi de Roissy et le bassin de vie de Viarmes. Elle est la ville-centre de son unité urbaine.

### Communes limitrophes
Les communes limitrophes sont  Asnières-sur-Oise, Belloy-en-France, Maffliers, Noisy-sur-Oise, Presles, Viarmes et Villaines-sous-Bois.
| Beaumont-sur-Oise Noisy-sur-Oise | Asnières-sur-Oise      | Viarmes             |
| Presles                          | Saint-Martin-du-Tertre | Belloy-en-France    |
| Maffliers                        |                        | Villaines-sous-Bois |

### Géologie et relief
La commune se situe à flanc de coteau, sur une butte-témoin portant la forêt de Carnelle, dominant la plaine de France, à environ trente kilomètres au nord de Paris.
Sa situation géographique à environ 185 mètres d'altitude moyenne et culminant à 210 mètres en fait l'une des communes les plus élevées d'Île-de-France. Elle porte le surnom de balcon de l'Île-de-France.

### Hydrographie

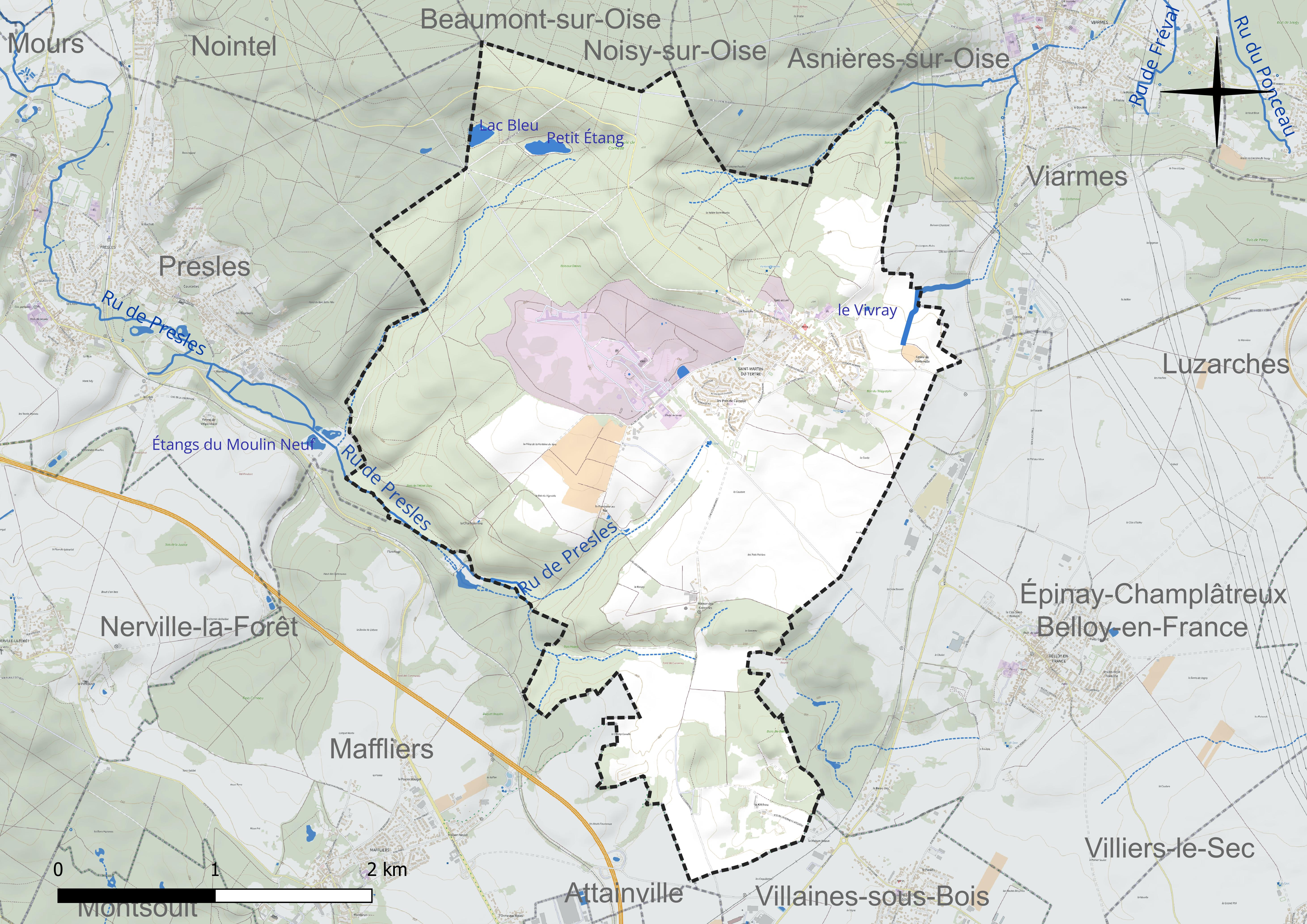
Carte hydrtographique de la commune.

Les étangs de Carnelle, le Lac bleu, le étang des sylphes et le Petit étang, appréciés des pêcheurs, sont d'anciennes carrières de gypse et de marne inondées par l'eau de sources locales.

### Climat
Pour des articles plus généraux, voir Climat de l'Île-de-France et Climat du Val-d'Oise.
En 2010, le climat de la commune est de type climat océanique dégradé des plaines du Centre et du Nord, selon une étude du CNRS s'appuyant sur une série de données couvrant la période 1971-2000. En 2020, Météo-France publie une typologie des climats de la France métropolitaine dans laquelle la commune est dans une zone de transition entre le climat océanique et le climat océanique altéré et est dans la région climatique  Sud-ouest du bassin Parisien, caractérisée par une faible pluviométrie, notamment au printemps (120 à 150 mm) et un hiver froid (3,5 °C). 
Pour la période 1971-2000, la température annuelle moyenne est de 10,4 °C, avec une amplitude thermique annuelle de 14,3 °C. Le cumul annuel moyen de précipitations est de 729 mm, avec 13 jours de précipitations en janvier et 8,2 jours en juillet. Pour la période 1991-2020, la température moyenne annuelle observée sur la station météorologique la plus proche, située sur la commune de Saint-Witz à 16 km à vol d'oiseau, est de 11,9 °C et le cumul annuel moyen de précipitations est de 676,8 mm,. Pour l'avenir, les paramètres climatiques de la commune estimés pour 2050 selon différents scénarios d'émission de gaz à effet de serre sont consultables sur un site dédié publié par Météo-France en novembre 2022.

## Urbanisme

### Typologie
Au 1er janvier 2024, Saint-Martin-du-Tertre est catégorisée ceinture urbaine, selon la nouvelle grille communale de densité à sept niveaux définie par l'Insee en 2022.
Elle appartient à l'unité urbaine de Saint-Martin-du-Tertre, une unité urbaine monocommunale constituant une ville isolée,. 
Par ailleurs la commune fait partie de l'aire d'attraction de Paris, dont elle est une commune de la couronne,. Cette aire regroupe 1 929 communes,.

### Occupation des sols

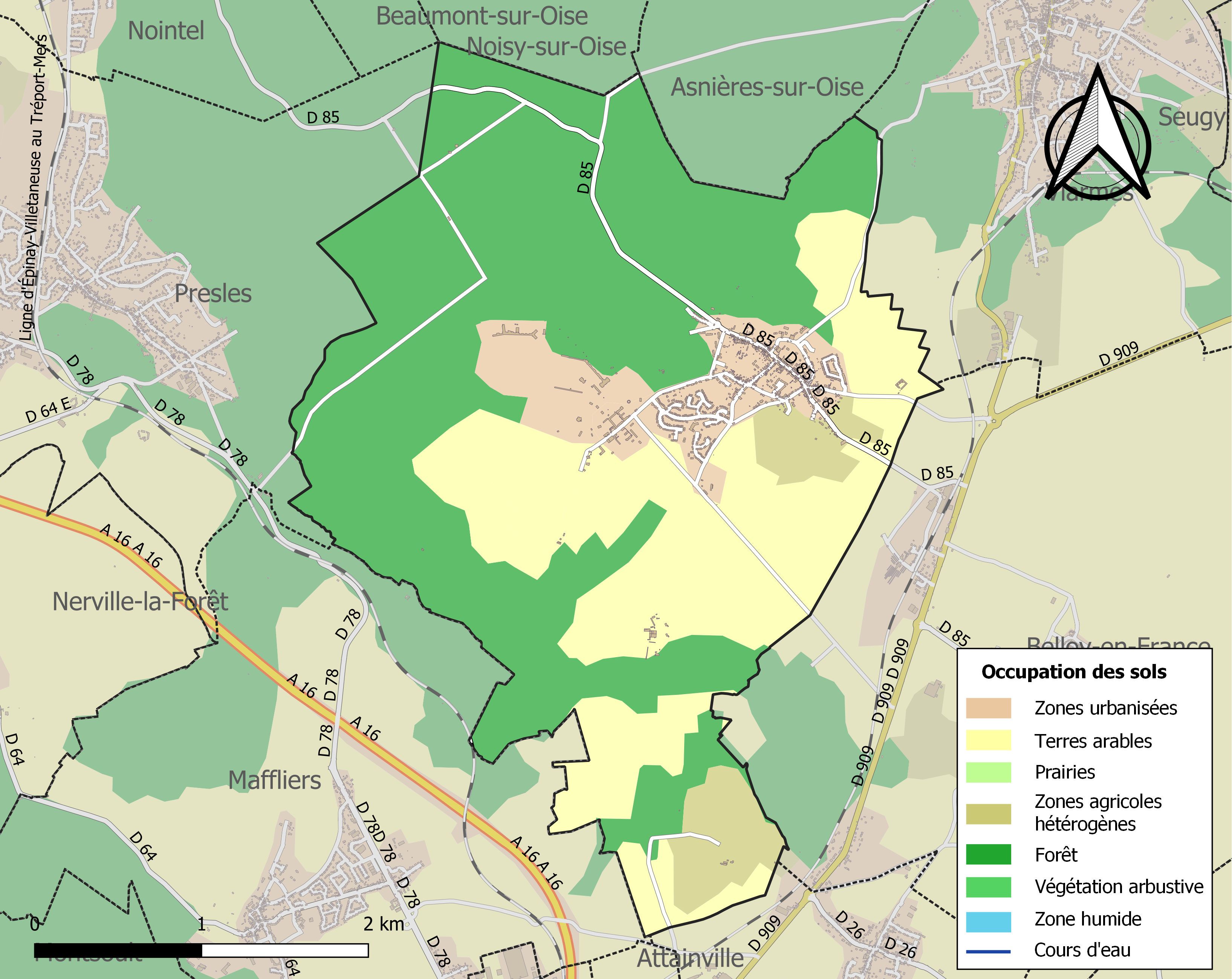
Carte des infrastructures et de l'occupation des sols de la commune en 2018 (CLC).

### Habitat et logement
En 2021, le nombre total de logements dans la commune était de 1 026, alors qu'il était de 1 049 en 2016 et de 993 en 2011. 
Parmi ces logements, 94,8 % étaient des résidences principales, 0,9 % des résidences secondaires et 4,3 % des logements vacants. Ces logements étaient pour 76,6 % d'entre eux des maisons individuelles et pour 22,9 % des appartements. 
Le tableau ci-dessous présente la typologie des logements à Saint-Martin-du-Tertre en 2021 en comparaison avec celle du Val-d'Oise et de la France entière. Une caractéristique marquante du parc de logements est ainsi la faible proportion des résidences secondaires et logements occasionnels (0,9 %) par rapport au département (1,5 %) et à la France entière (9,7 %). 
| Typologie                                               | Saint-Martin-du-Tertre | Val-d'Oise | France entière |
| ------------------------------------------------------- | ---------------------- | ---------- | -------------- |
| Résidences principales (en %)                           | 94,8                   | 92,4       | 82,2           |
| Résidences secondaires et logements occasionnels (en %) | 0,9                    | 1,5        | 9,7            |
| Logements vacants (en %)                                | 4,3                    | 6          | 8,1            |

### Voies de communication et transports
Saint-Martin-du-Tertre est desservie par l'ancienne Route nationale 309 (actuelle RD 909) et par la gare de Belloy - Saint-Martin (située sur la commune de Belloy-en-France), sur la ligne H du Transilien, branche Paris-Nord — Luzarches. La gare est desservie à raison d'un train omnibus par heure en heures creuses et par un train semi-direct à la demi-heure (direct de Épinay - Villetaneuse à Sarcelles - Saint-Brice et omnibus ensuite) en pointe. Il faut de 36 à 38 minutes de trajet à partir de la gare du Nord.
Le sentier de grande randonnée 1 (GR1) passe dans la forêt à l'ouest de la commune, il se prolonge vers Presles à l'ouest et Noisy-sur-Oise au nord.

## Toponymie
Attestée sous la forme Sanctus Martinus de Colle en 1170.

## Histoire

### Révolution française et Empire
La tour du télégraphe Chappe a été construite en 1793 et le 12 juillet 1793 des essais ont eu lieu entre Ménilmontant - Écouen et Saint-Martin-du-Tertre. Ceux-ci ayant été concluants, Claude Chappe a pu construire la première ligne télégraphique en prolongeant ce tronçon sur Lille. Il ne reste aucun vestige à Saint-Martin, sauf la tour de guet, musée du télégraphe Chappe.

## Politique et administration

### Rattachements administratifs et électoraux
Rattachements administratifs
Antérieurement à la loi du 10 juillet 1964, la commune faisait partie du département de Seine-et-Oise. La réorganisation de la région parisienne en 1964 fit que la commune appartient désormais au département du Val-d'Oise et à son arrondissement de Sarcelles après un transfert administratif effectif au 1er janvier 1968.
Elle faisait partie de 1801 à 1967 du canton de Luzarches de Seine-et-Oise. Lors de la mise en place du Val-d'Oise, elle intègre en 1967 le  canton de Viarmes. Dans le cadre du redécoupage cantonal de 2014 en France, cette circonscription administrative territoriale a disparu, et le canton n'est plus qu'une circonscription électorale.
Rattachements électoraux
Pour les élections départementales, la commune fait partie depuis 2014 du canton de Fosses
Pour l'élection des députés, elle fait partie de la deuxième circonscription du Val-d'Oise.

### Intercommunalité
La commune est membre de la communauté de communes Carnelle Pays de France, un établissement public de coopération intercommunale (EPCI) à fiscalité propre créé en 2003.

### Politique locale
En 2018 et 2019, le budget communal n'a pu être adopté par le conseil municipal à la suite d'une crise au sein de la majorité municipale, et a donc été réglé par le préfet du Val-d'Oise après avis de la chambre régionale des comptes,.
Lors du second tour des élections municipales de 2020 dans le Val-d'Oise sont remportées par la liste DVG menée par Thierry Pichery avec 4 voix d'avance sur celle du maire sortant DVD Jacques Féron, qui obtiennent respectivement 376 voix (50,27 % des suffrages exprimés) et 372 voix (49,73 %) , l'abstention s'étant élevée à 56,43 %. Thierry Pichery  est donc élu maire par le conseil municipal du 28 juin 2020, mais le résultat des élections est contesté par Jacques Féron et le tribunal administratif annule les municipales en octobre 2020. .
À la suite de cette annulation, confirmée par le Conseil d’État le 29 octobre 2021, de nouvelles élections municipales ont lieu le 23 janvier 2022, qui voient le succès dès le premier tour de la liste DVG  menée par le maire invalidé, Thierry Pichery, qui a recueilli 532 voix (59,51 % des suffrages), devançant cette fois de 170 voix celle de Jacques Féron (DVD, 362 voix, 40,49 %). Lors de ce scrutin, 50,38 % des électeurs se sont abstenus.

### Liste des maires
| Période       | Période                    | Identité                                | Étiquette | Qualité                                                                           |
| ------------- | -------------------------- | --------------------------------------- | --------- | --------------------------------------------------------------------------------- |
|               | 1790                       | Pierre Protais                          |           |                                                                                   |
|               | 1792                       | Charles Hudde                           |           |                                                                                   |
|               | 1792                       | Martin Lévêque                          |           |                                                                                   |
|               | 1795                       | Louis Pierre Richer                     |           |                                                                                   |
|               | 1797                       | François Nicolas Lecœur                 |           |                                                                                   |
|               | 1798                       | Jean-Baptiste Joseph Hudde              |           |                                                                                   |
| 1800          | 1825                       | Baron Louis Aspais Amiot                |           |                                                                                   |
| 1825          | 1828                       | Baron Louis Jacques Amiot               |           |                                                                                   |
| 1828          | 1831                       | Alphonse Anthoine                       |           |                                                                                   |
| 1831          | 1834                       | Jean-Baptiste Joseph Hudde              |           |                                                                                   |
| 1834          | 1839                       | André Nicolas Baldé                     |           |                                                                                   |
| 1839          | 1840                       | Jean-Baptiste Joseph Hudde              |           |                                                                                   |
| 1840          | 1844                       | Pierre Frédéric Loreilhe de Lestaudière |           |                                                                                   |
| 1844          | 1870                       | Louis-Sulpice Varé                      |           | architecte-paysagiste                                                             |
| 1870          | 1875                       | Pierre Frédéric Loreilhe de Lestaudière |           |                                                                                   |
| 1876          | 1878                       | Jean Jacques Heurtier                   |           |                                                                                   |
| 1878          | 1881                       | Louis-Sulpice Varé                      |           |                                                                                   |
| 1881          | 1881                       | Duc André de Massa                      |           |                                                                                   |
| 1881          | 1896                       | Ernest Nicolas Baldé                    |           |                                                                                   |
| 1896          | 1898                       | Alexandre Gautier                       |           |                                                                                   |
| 1898          | 1904                       | Ernest Nicolas Baldé                    | SE        |                                                                                   |
| 1904          | 1919                       | Charles Noël                            | SE        |                                                                                   |
| 1919          | 1921                       | Émile Batard                            | SE        |                                                                                   |
| 1921          | 1921                       | Honoré Devienne                         |           | Administrateur de la commune.                                                     |
| 1921          | 1925                       | Amédée Gonin                            | SE        |                                                                                   |
| 1925          | 1926                       | Charles Lombard                         | SE        |                                                                                   |
| 1926          | 1940                       | Émile Quesmoy                           | SE        |                                                                                   |
| 1940          | 1944                       | Marius Puissant                         | SE        |                                                                                   |
| 1944          | 1944                       | Marc Parenthoën                         | SE        | Président du conseil municipal.                                                   |
| 1944          | mai 1945                   | Gaston Joseph Jacquet                   | SE        |                                                                                   |
| mai 1945      | octobre 1947               | Louis Désenclos                         | PCF       |                                                                                   |
| octobre 1947  | mars 1959                  | René Garlot                             | SE        |                                                                                   |
| mars 1959     | juin 1995                  | Louis Désenclos                         | PCF       |                                                                                   |
| juin 1995     | mars 2014                  | Roger Dufour                            | DVG       | Retraité de l'enseignement                                                        |
| mars 2014     | juillet 2020               | Jacques Féron                           | DVD       | Horticulteur retraite                                                             |
| juillet 2020, | novembre 2021              | Thierry Pichery                         | DVG       | Ingénieur à la retraite Élections municipales 2020 annulées par le Conseil-d'État |
| janvier 2022  | En cours (au 15 juin 2025) | Thierry Pichery                         | DVG       | Ingénieur à la retraite                                                           |

## Équipements et services publics

### Santé
Une maison de médicale a été aménagée en 2019 dans l'ancien bureau de poste,.
L'hôpital de Carnelle, dépendant du Groupement hospitalier Carnelle-Porte de l’Oise, ferme en 2021 après une grave coupure d'électricité qui avait nécessité l'évacuation des malades en pleine nuit,.

### Justice, sécurité, secours et défense
Saint-Martin-du-Tertre fait partie de la juridiction d’instance de Gonesse (depuis la suppression du tribunal d'instance d'Écouen en février 2008) et de grande instance ainsi que de commerce de Pontoise,.

## Population et société

### Démographie
L'évolution du nombre d'habitants est connue à travers les recensements de la population effectués dans la commune depuis 1793. Pour les communes de moins de 10 000 habitants, une enquête de recensement portant sur toute la population est réalisée tous les cinq ans, les populations de référence des années intermédiaires étant quant à elles estimées par interpolation ou extrapolation. Pour la commune, le premier recensement exhaustif entrant dans le cadre du nouveau dispositif a été réalisé en 2005.

En 2022, la commune comptait 2 662 habitants, en évolution de −4 % par rapport à 2016 (Val-d'Oise : +4 %, France hors Mayotte : +2,11 %).
| 1793 | 1800 | 1806 | 1821 | 1831 | 1836 | 1841 | 1846 | 1851 |
| ---- | ---- | ---- | ---- | ---- | ---- | ---- | ---- | ---- |
| 760  | 728  | 797  | 703  | 784  | 737  | 803  | 783  | 726  |

| 1856 | 1861 | 1866 | 1872 | 1876 | 1881 | 1886 | 1891 | 1896 |
| ---- | ---- | ---- | ---- | ---- | ---- | ---- | ---- | ---- |
| 734  | 738  | 724  | 700  | 833  | 796  | 774  | 709  | 676  |

| 1901 | 1906 | 1911 | 1921 | 1926 | 1931  | 1936  | 1946  | 1954  |
| ---- | ---- | ---- | ---- | ---- | ----- | ----- | ----- | ----- |
| 641  | 651  | 633  | 725  | 726  | 1 117 | 1 415 | 1 483 | 1 722 |

| 1962  | 1968  | 1975  | 1982  | 1990  | 1999  | 2005  | 2006  | 2010  |
| ----- | ----- | ----- | ----- | ----- | ----- | ----- | ----- | ----- |
| 1 318 | 1 286 | 1 414 | 2 436 | 2 359 | 2 346 | 2 414 | 2 395 | 2 586 |

| 2015  | 2020  | 2022  | - | - | - | - | - | - |
| ----- | ----- | ----- | - | - | - | - | - | - |
| 2 729 | 2 656 | 2 662 | - | - | - | - | - | - |

## Culture locale et patrimoine

### Lieux et monuments

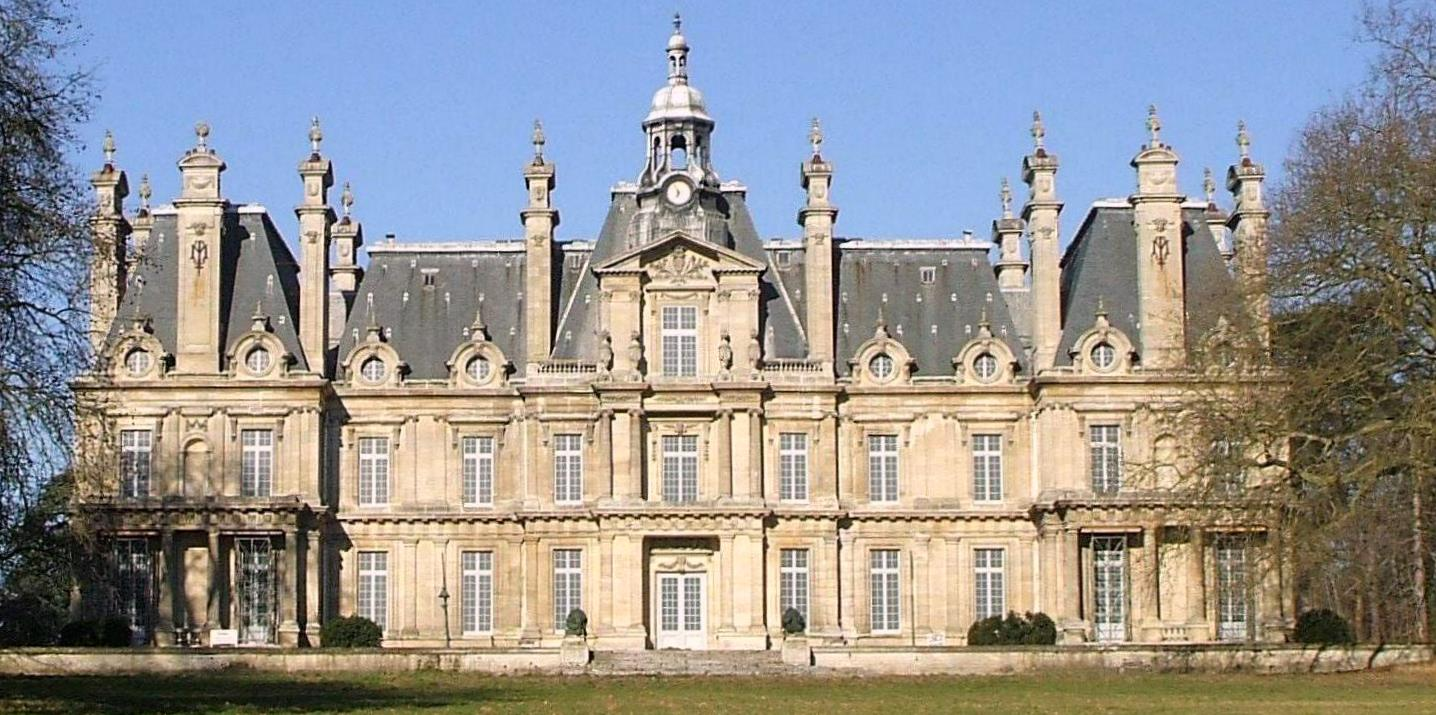
Château de Franconville.

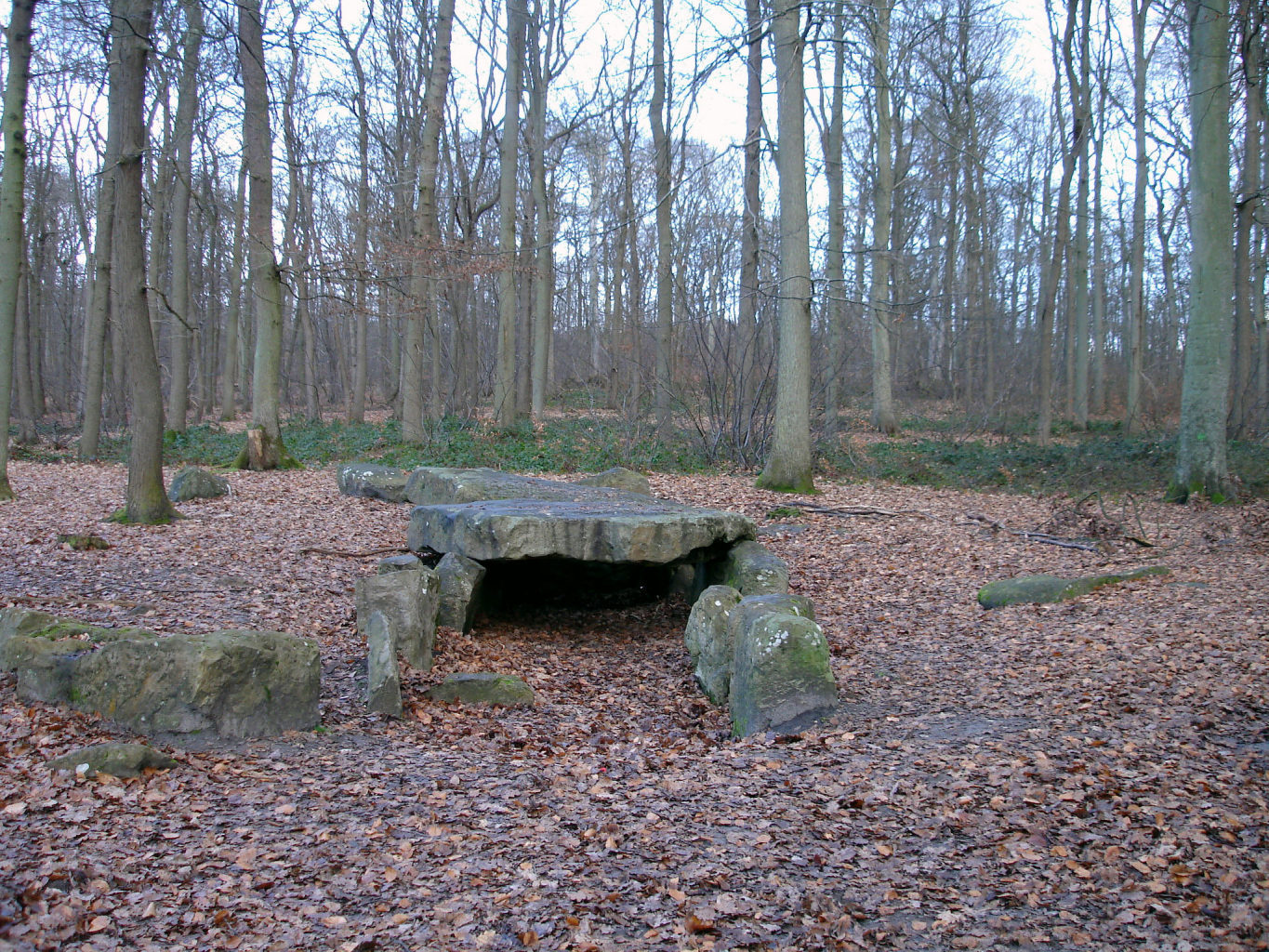
La Pierre Turquaise.

Saint-Martin-du-Tertre compte deux monuments historiques sur son territoire :
- le château de Franconville, rue Corentin Celton (inscrit en 1987[41]), construit entre 1876 et 1882 sous la direction de l'architecte Gabriel-Hippolyte Destailleur pour le duc de Massa, inspiré du château de Maisons-Laffitte et qui avait été reconverti en sanatorium en 1929, devait être restructuré  en complexe hôtelier de luxe ; à la fin des années 2010, reste sans utilisation[42],[43]
- la Pierre Turquaise, route de la Pierre-Turquaise en forêt de Carnelle, parcelle 63 (classée monument historique par liste de 1900[44]).

On peut également signaler : 
- l'église Saint-Martin, rue du Lieutenant-Baude, construite sur la demande des habitants de la paroisse, d'après les plans dressés par l'architecte du roi. Comme le révèle le registre paroissial, les travaux ont été payés par Claude d'O de La Barre qui ne souhaitait toutefois pas que cela se sache. L'église a été consacrée le 30 avril 1746. De style classique, l'édifice se compose d'une nef se terminant par un chœur en hémicycle, de deux bas-côtés  ainsi que d'un clocher latéral s'élevant au-dessus de la première travée du bas-côté sud[45].
- l'obélisque du méridien de Paris, rue du Lieutenant-Baude, monument en forme d'obélisque érigé en 1885, remplace un obélisque précédent implanté sur ordre du roi et marque le méridien de Paris qui passe par l'observatoire de Paris. Haut de près de 3 m, la stèle porte l'inscription « Station astronomique rattachée au réseau géodésique de la méridienne de France 1866-1883 »[46],[45].
- la tour du guet, place de Verdun / rue du Lieutenant-Baude / rue Serret, tour de style troubadour de 23 m de haut construite en 1840 par André Jean Leroux, agent de change, pour sa fille Caroline Adélaïde Andréine Leroux. Lors de sa construction, la tour se situe sur le domaine du château de Franconville, en partie morcelé depuis. La tour, ouverte au public tous les dimanches matin et sur demande, offre un point de vue incontournable sur la région. Le syndicat d’initiative y est installé[45].
- le lavoir du Vivray couvert, en lisière de forêt, construit en 1816 à côté de la fontaine du Trou, du nom d'un ancien fief[45] : le Vivray. C'est un petit édifice en charpente, avec un mur sur deux côtés, couvert d'un toit à deux croupes recouvert de tuiles. L'intérieur comporte un bassin, dont les abords sont pavés ;
- le menhir situé dans la forêt de Carnelle à environ 200 m au sud-est du dolmen de la Pierre Turquaise.

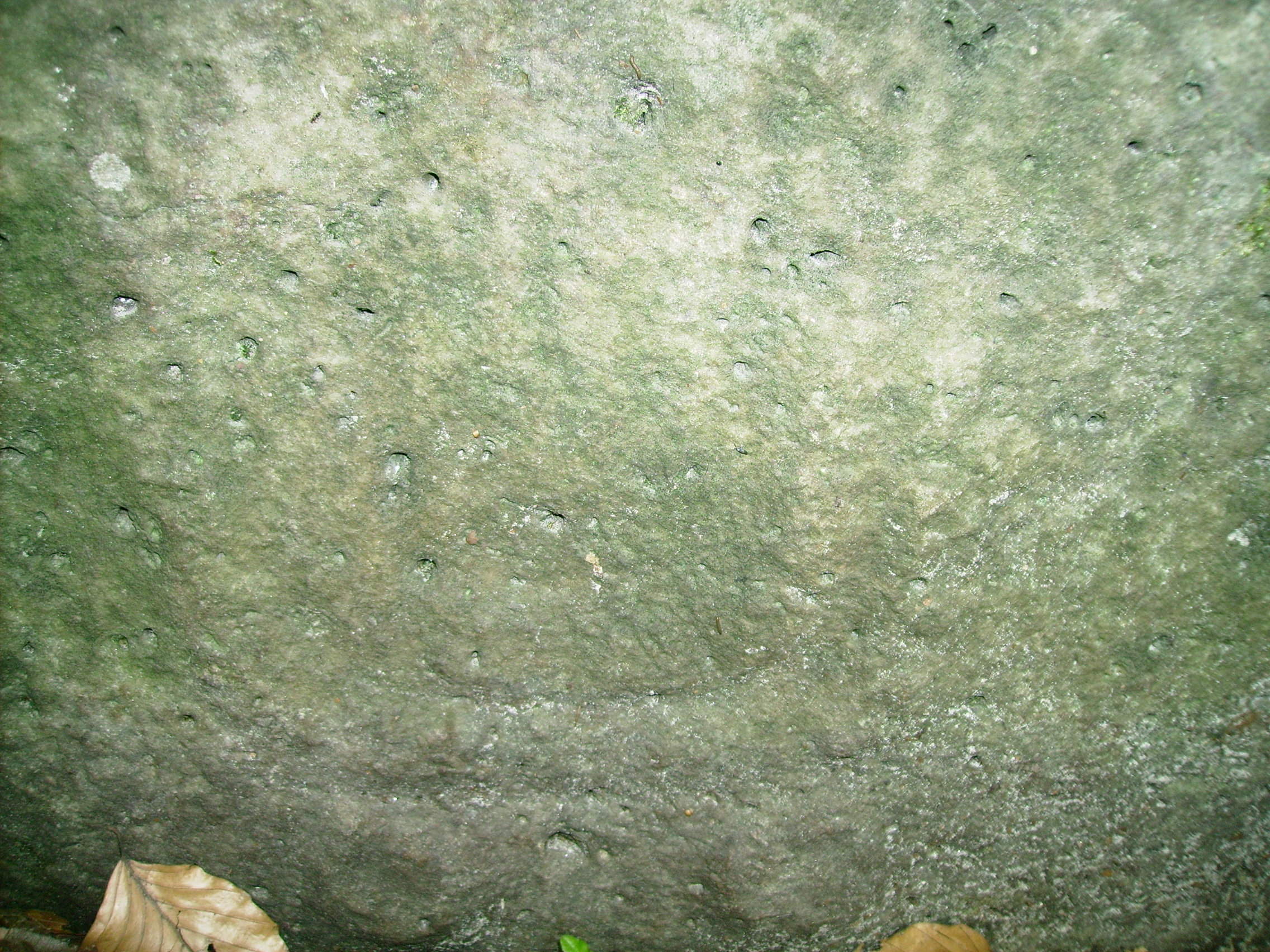
Gravure dans l'allée couverte représentant une déesse funéraire (?), deux torques au-dessus de deux seins.
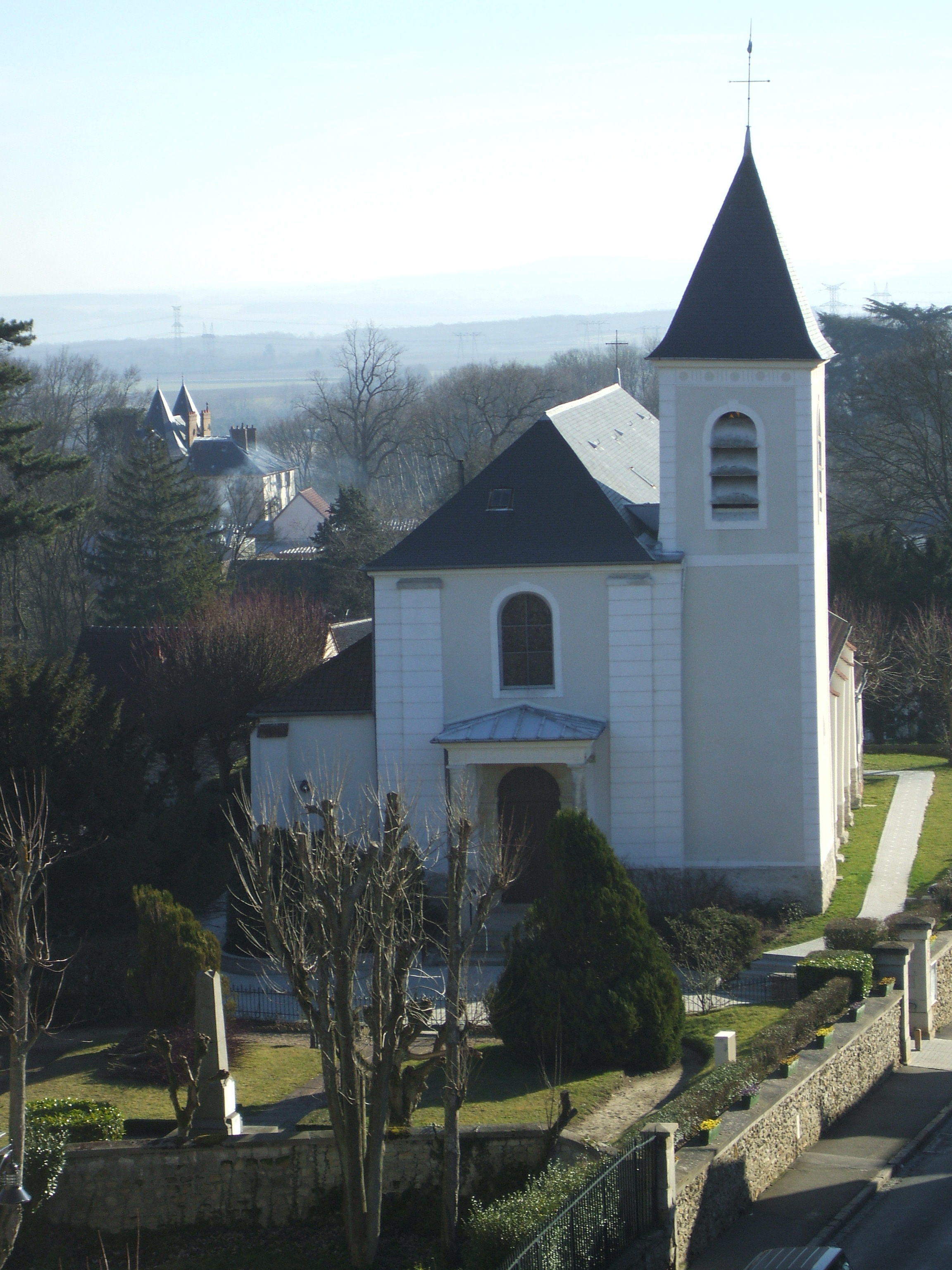
L'église Saint-Martin.
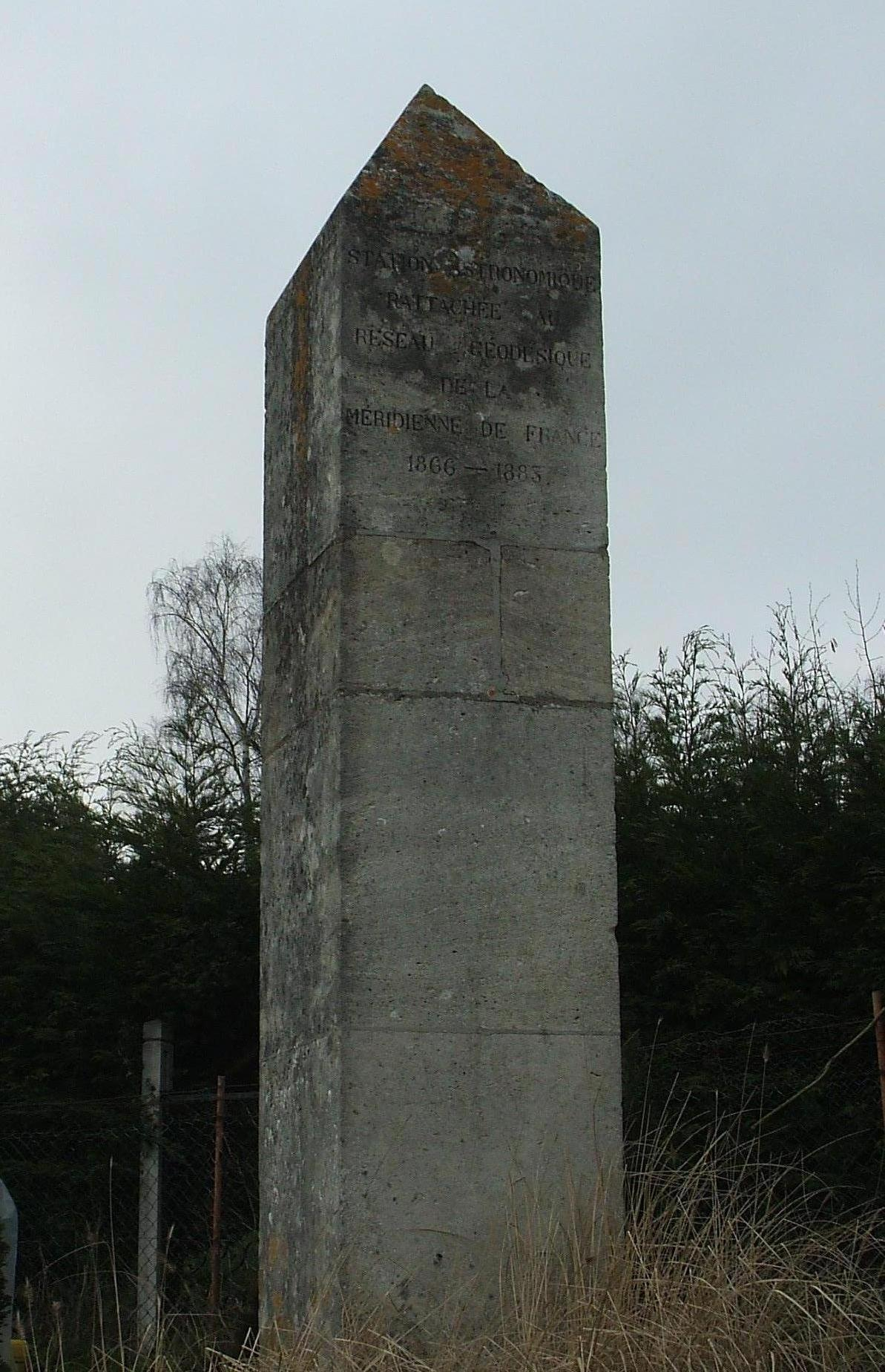
Obélisque du méridien de Paris.
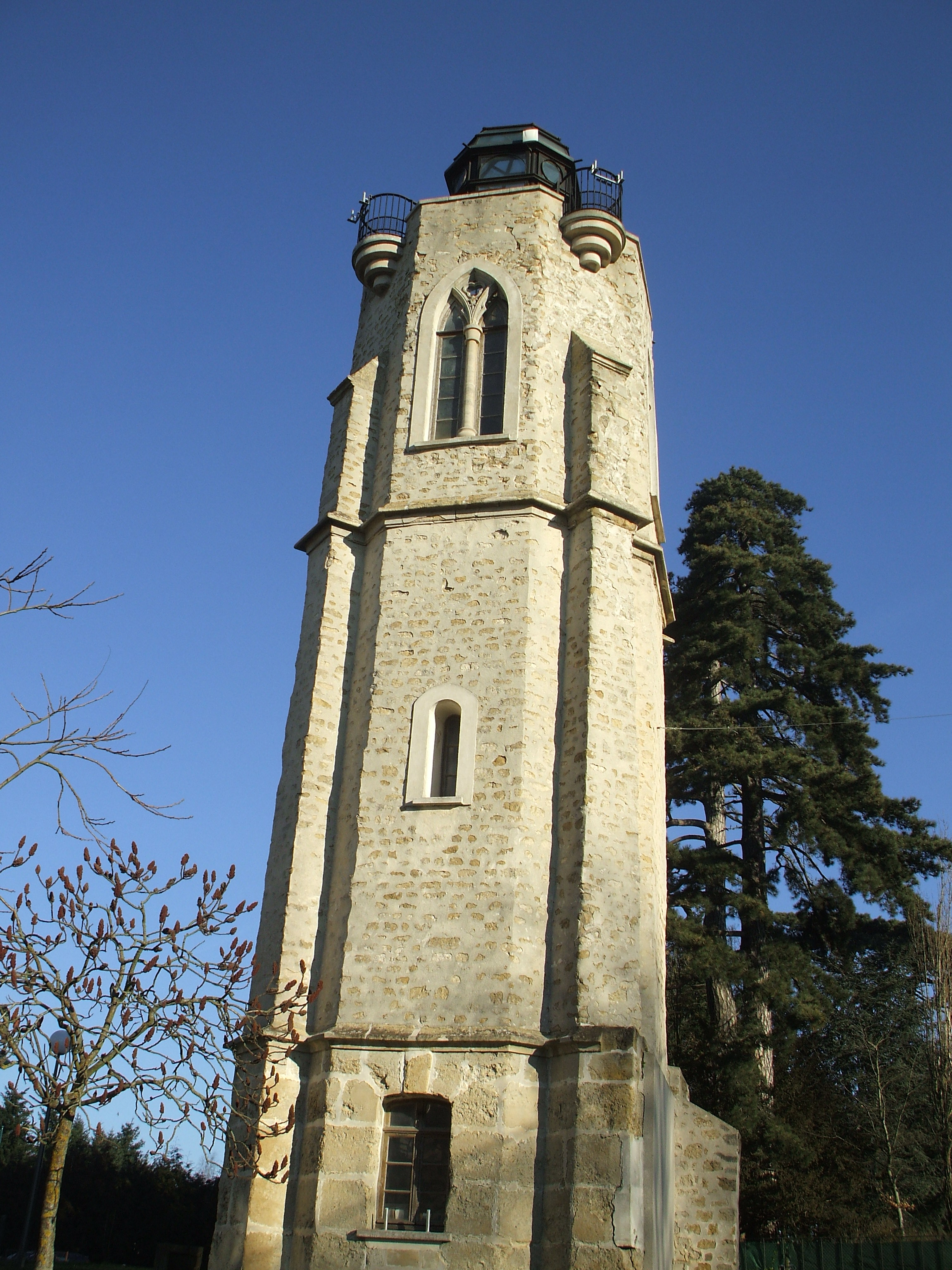
Tour du Guet.
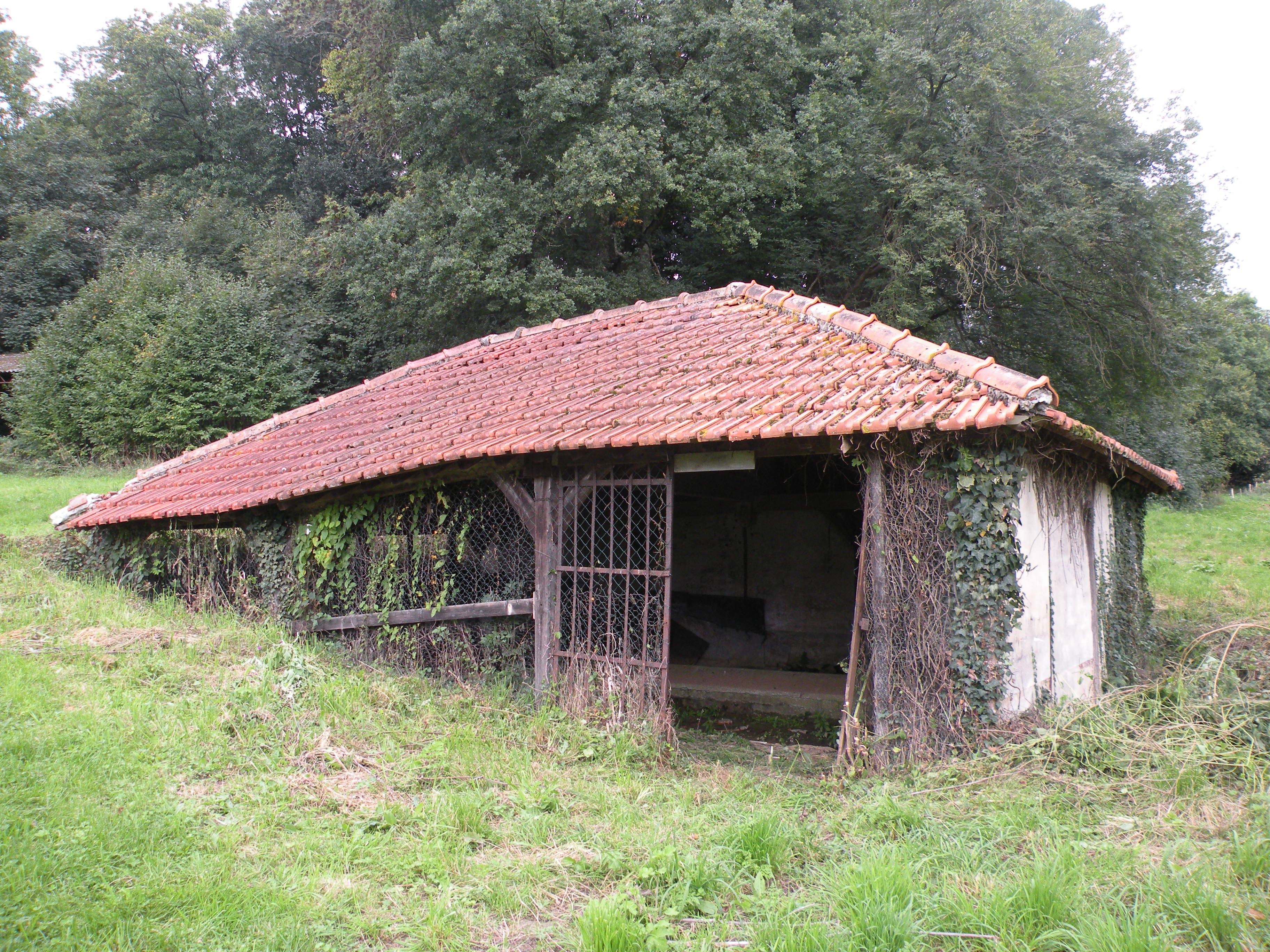
Lavoir couvert de tuile.

### Saint-Martin-du-Tertre dans les arts, les sciences et la culture
Les films suivants ont eu des scènes tournées dans la commune :
- Le père Noël est une ordure au château de Franconville[47] ;
- Anamorphoses (court-métrage) ;
- L’Annonce faite à Marius ;
- Avocats et Associés ;
- Lucie Aubrac ;
- Le Mur de l'Atlantique.

Par ailleurs, en astronomie : 
- (314808) Martindutertre, astéroïde nommé en honneur de la ville.

### Personnalités liées à la commune
- les frères Claude et Ignace Chappe y ont effectué en 1793 des essais de télégraphie optique[13] ;
- Henri Claudon (1864-1935), général de brigade, chef de la mission militaire française aux États-Unis, y a vécu ;
- Benjamin Constant (1767-1830), romancier, homme politique, et intellectuel français d'origine vaudoise y a vécu de 1802 à 1810 ;
- Louis Diémer (1843-1919), pianiste et compositeur français, professeur au Conservatoire national de musique, y possédait une villa où il recevait ses élèves. Il se produisit également au château de Franconville ;
- Léopold Bellan (1857-1936), industriel et un homme politique français, y a vécu et est inhumé au cimetière de Saint-Martin-du-Tertre ;
- Pierre Duhem (1861-1916) , physicien, chimiste, historien et épistémologue français, y passa ses vacances durant sa jeunesse[48] ;
- Jules Moigniez (1835-1894), sculpteur animalier, y est mort et enterré ;
- Alfred de Musset, (1810-1857) poète français, a passé des vacances à la  ferme des Clignets de Saint-Martin-du-Tertre lorsqu'il était enfant[49]
- Charles Simon (1882-1915), dirigeant sportif français qui est, avant la Première Guerre mondiale, secrétaire général de la Fédération gymnastique et sportive des patronages de France et de l'Union internationale des œuvres catholiques d'éducation physique et est l'un des inspirateurs de ce qui deviendra la  Fédération française de football. Le nom de Charles Simon est attaché à la Coupe de France de football depuis sa création en 1917. Il habitait la commune et son nom est inscrit sur le monument aux morts avec la mention « mort pour la France durant la Première Guerre mondiale ». Depuis le 15 juin 2025 une rue de la ville porte son nom[50] ;

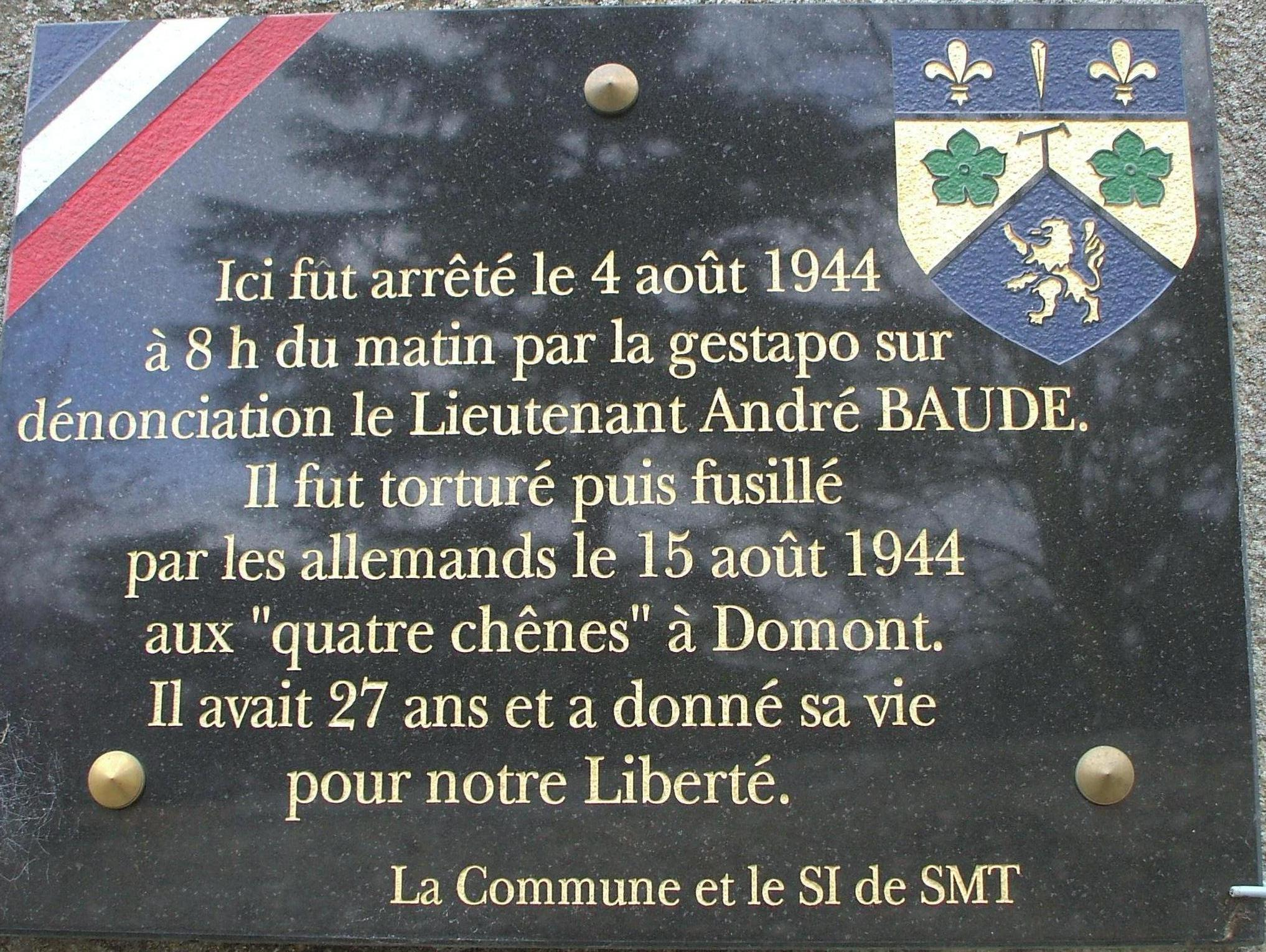
Plaque commémorative.

- Louis-Sulpice Varé (1803-1883), paysagiste, créateur du bois de Boulogne y est né, mort et enterré ;
- Louis Vonelly (1883-1963), acteur, y est mort ;
- Ivan Wyschnegradsky (1893-1979), compositeur, patient du sanatorium en 1947 ;
- Saint-Martin est un lieu de la résistance où a habité le lieutenant Baude. Arrêté par la Gestapo au 21 de la rue de la Forêt — rue qui porte désormais son nom — il a été fusillé aux Quatre-Chênes de Domont, où un monument a été élevé à la mémoire des 14 hommes qui ont péri sous les balles allemandes le même jour[51].

### Héraldique
| Blason de Saint-Martin-du-Tertre (Val-d'Oise) | Blason  | D'azur au lion d'or, mantelé du même, la pointe sommée d'un télégraphe de Chappe de sable accosté de deux quintefeuilles de sinople, au chef aussi d'azur chargé d'un clou de la Passion d'argent accosté de deux fleurs de lys d'or. |
| Blason de Saint-Martin-du-Tertre (Val-d'Oise) | Détails | Le statut officiel du blason reste à déterminer. |